# Acapulco (album av Therese Grankvist)
Acapulco är ett studioalbum av Therese, utgivet den 13 januari 2003.

## Låtlista
1. Dubby – 3:12
2. Monkey – 3:42
3. Domino – 4:53
4. This Street – 3:33
5. I Need Somebody – 3:58
6. Without Pleasure – 4:50
7. Me and My Cowboy – 3:17
8. Why – 4:19
9. Tony the Tiger – 1:04
10. Overlove – 5:15
11. Slow Down – 3:08
12. Acapulco – 5:20